# Heterocucumis steineni
Heterocucumis steineni is een zeekomkommer uit de familie Cucumariidae.
De wetenschappelijke naam van de soort werd in 1898 gepubliceerd door Hubert Ludwig.